# Johannes van Keulen

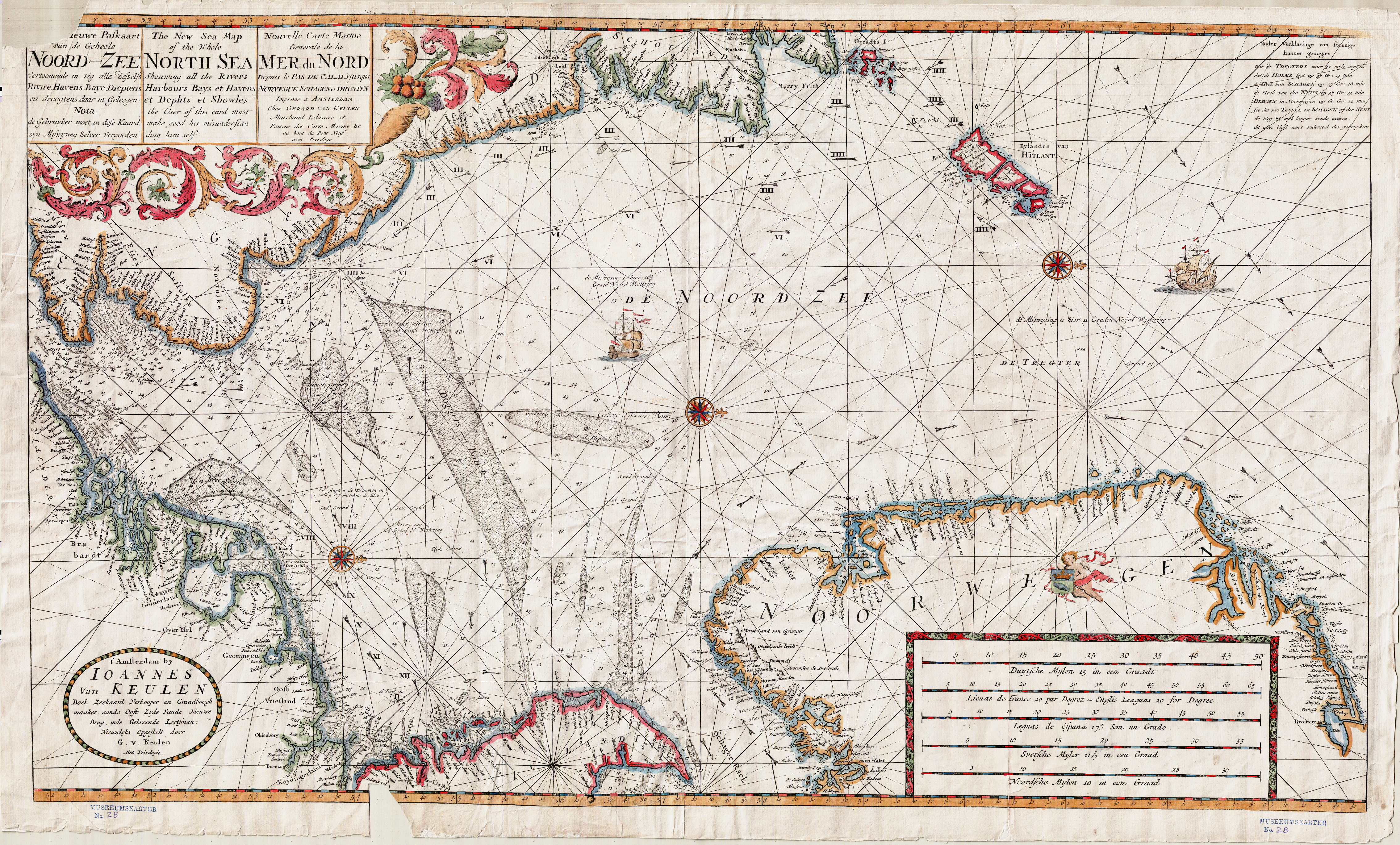
Johannes van Keulen, carte de la mer du Nord. Date inconnue (ca. 1680). Une version est conservée par le Service Hydrographique norvégien

Johannes van Keulen (1654, Deventer - 1715, Amsterdam) est un cartographe hollandais du XVIIe siècle. Il est l'auteur d'un important atlas nautique et routier dénommé Zee-Fakkel (Le Flambeau de la mer).

## Biographie
Johannes van Keulen s'établit à Amsterdam en 1678. En 1680, il obtient une patente des États de Hollande et de Frise-Occidentale, qui lui permet d'imprimer et de publier atlas maritimes et routiers. Ces cartes comportant des instructions nautiques sont utilisées par les capitaines et les pilotes pour sécuriser leur navigation. La patente sert de protection contre les copies illicites des atlas qui nécessitent un investissement initial élevé. Van Keulen nomme son entreprise In de Gekroonde Lootsman ("Au pilote couronné"). Van Keulen s'associe avec le cartographe Claes Jansz Vooght.
À partir de 1681 est publiée la Nieuwe Lichtende Zee-Fakkel (traduit en français par Nouveau et Grand Illuminant Flambeau), un atlas en cinq volumes. Vooght a rassemblé les cartes, illustrées par Jan Luyken.
Le premier volume contient des cartes de la mer du Nord, du Zuiderzee, des côtes du Danemark et de la Norvège jusqu'à Arkhangelsk, au nord de la Russie.
Le deuxième volume contient des cartes des routes maritimes occidentales, de la Manche, des côtes de France, d'Espagne, du Portugal, jusqu'au détroit de Gibraltar.
Le troisième volume contient les cartes marines de la Méditerranée, du détroit de Gibraltar jusqu'aux côtes de la Turquie.
Les quatrième et cinquième volumes contiennent les cartes de l'Amérique du Nord, de l'Amérique Centrale, de l'Afrique de l'Ouest, et des côtes du Brésil, avec les routes maritimes importantes pour la Compagnie néerlandaise des Indes occidentales et le commerce maritime vers les Caraïbes.
Les cinq volumes du Flambeau (Zee-Fakkel) font la célébrité de Johannes van Keulen.  Publié entre 1681 et 1684, son Nouveau Flambeau contient plus de 130 nouvelles cartes. Il sera la référence majeure des navigateurs européens pendant toute la première moitié du XVIIIe siècle.

## Descendants
Le fils de Johannes van Keulen, Gerard van Keulen (1678-1726), poursuit les travaux de son père et publie de nouvelles éditions, révisées.
Son petit-fils, Johannes II van Keulen (1704-1755) publie  en 1755 une nouvelle édition de l'ouvrage avec un sixième tome comportant des cartes maritimes de l'Asie .
Son arrière-petit-fils, Gérard Hulst van Keulen (1733-1801) est l'auteur des dernières éditions du Flambeau.